# 下六人部村
下六人部村（しもむとべむら）は、京都府天田郡にあった村。現在の福知山市中心部の東方、舞鶴若狭自動車道・福知山インターチェンジの周辺にあたる。面積400haの長田野工業団地が存在する。

## 地理
- 山岳：旗竿山、高嶽
- 河川：土師川

## 歴史
長田野には陸軍の演習場があり、現在は陸上自衛隊長田野演習場となっている。
- 1889年（明治22年）4月1日 - 町村制の施行により、長田村・多保市村・岩間村の区域をもって発足。
- 1955年（昭和30年）4月1日 - 福知山市に編入。同日下六人部村廃止。

合併後は1974年（昭和49年）に長田野工業団地が造成されて企業の誘致が進み、1990年代の人口増加率は34.4%と福知山市の地区の中でトップである。

## 教育
- 下六人部小学校 - 1909年（明治42年）現在地に移転[5]。（北緯35度16分27.5秒 東経135度10分09.4秒 / 北緯35.274306度 東経135.169278度）
- 京都府天田郡組合立六人部中学校 - 1947年（昭和22年）開校[6]。（北緯35度16分10.9秒 東経135度10分59.7秒 / 北緯35.269694度 東経135.183250度）

## 交通

### 道路
現在は旧村域に舞鶴若狭自動車道の福知山インターチェンジが所在するが、当時は未開通。

## 文化財
- 笹ばやし - 多保市（とおのいち[7]）にある天神社（北緯35度16分07.7秒 東経135度11分04.1秒 / 北緯35.268806度 東経135.184472度）の祭礼[8]。1669年（寛文9年）、干魃の年に始まった雨乞い行事。京都府無形民俗文化財[9]